# Gare de Courbevoie
La gare de Courbevoie est une gare ferroviaire française de la ligne de Paris-Saint-Lazare à Versailles-Rive-Droite située sur le territoire de la commune de Courbevoie, dans le département des Hauts-de-Seine en région Île-de-France.
La station est ouverte le 8 octobre 1838 par la Société anonyme du chemin de fer de Paris à Saint-Cloud et Versailles. C'est aujourd'hui une gare de la Société nationale des chemins de fer français (SNCF)  desservie par les trains de la ligne L du Transilien (réseau Paris-Saint-Lazare). Elle se situe à une distance de 7,4 km de la gare de Paris-Saint-Lazare.

## Situation ferroviaire
La gare de Courbevoie est située en remblai, à l'ouest du centre-ville. Établie à 50 m d'altitude, elle se situe au point kilométrique (PK) 7,415 de la ligne de Paris-Saint-Lazare à Versailles-Rive-Droite.
Elle constitue le cinquième point d'arrêt de la ligne après la gare (ouverte) de Bécon-les-Bruyères (et après la halte (fermée) de Courbevoie-Sport) et précède la gare de la Défense.

## Histoire

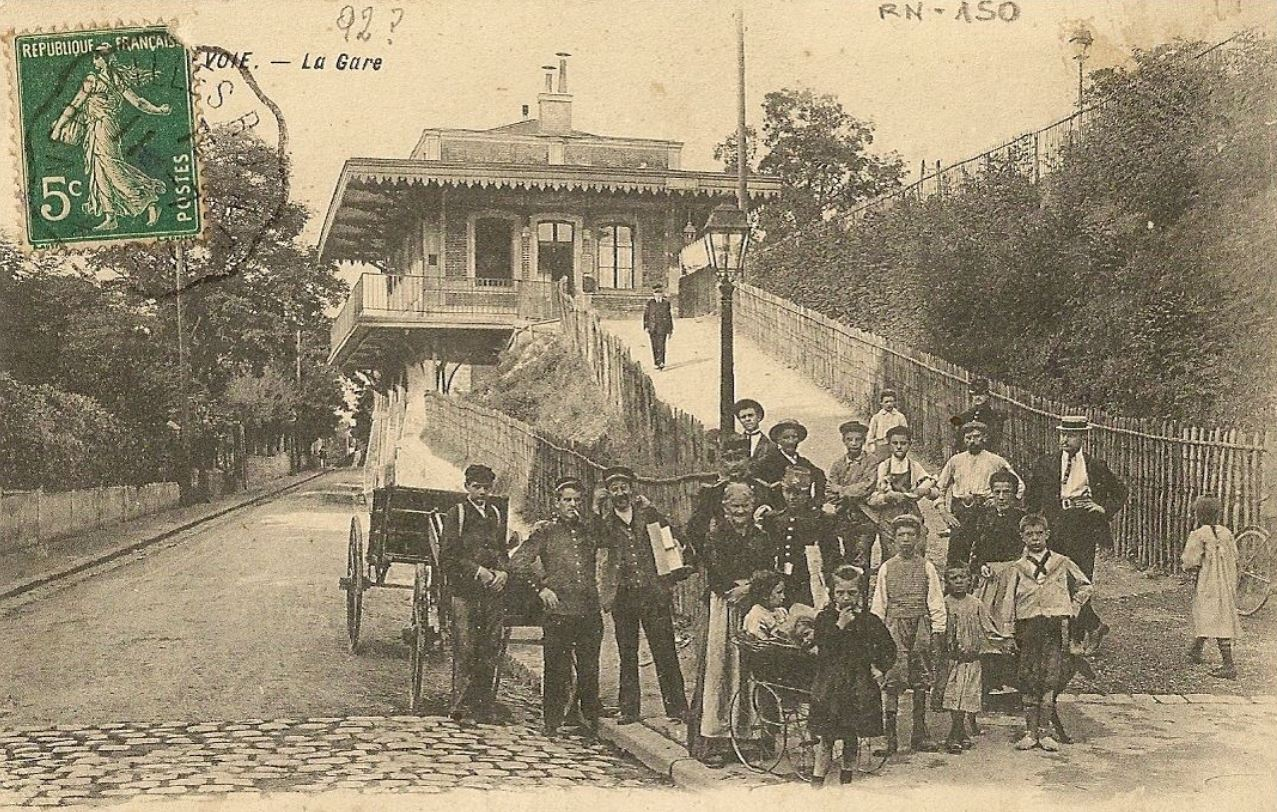
Montée de la gare de Courbevoie, rue de Sébastopol.

Lors des travaux de création de la ligne de Paris à Versailles-Rive-Droite, Émile Pereire interroge la commune de Courbevoie sur l'emplacement qu'elle privilégie pour l'établissement d'une station. Le 4 mars 1838, le conseil municipal propose, après délibération qui a donné douze voix pour et cinq contre, que celle-ci soit édifiée sur le site de la route de Bezons (actuelles rue de Bezons et avenue Marceau), contre le site de la route du Havre (actuel boulevard de la Mission-Marchand).
La station de Courbevoie est d'abord mise en service à titre temporaire, du 8 octobre au 11 novembre 1838 après achèvement du tronçon de Paris à Saint-Cloud, période durant laquelle elle accueille 7 545 voyageurs. Elle rouvre définitivement en août 1839, lors de l'ouverture complète de la ligne jusqu'à Versailles.

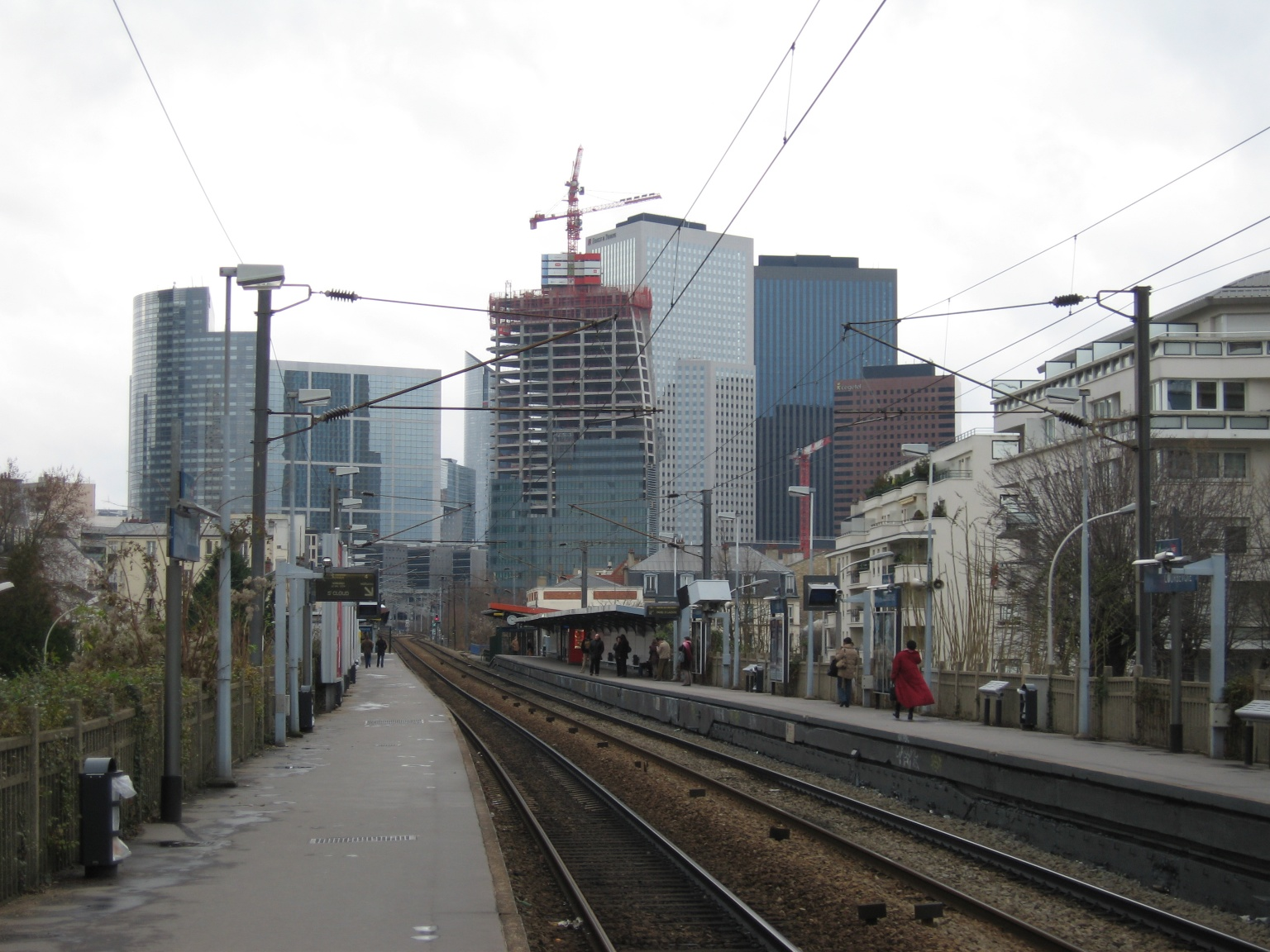
Les quais vus vers la Défense avant les grands travaux de 2019.

En 1875, le projet de réalisation de la ligne des Moulineaux envisage de placer la jonction avec la ligne de Versailles un peu en aval de la gare de Courbevoie ; une gare de marchandises serait alors édifiée à l'occasion, du côté de La Défense. Mais lors de son ouverture en 1889, la ligne est finalement débranchée à la sortie de la gare de Puteaux, et le projet de gare à marchandises est abandonné.
Le 28 février 1883, la Compagnie des chemins de fer de l'Ouest annonce l'installation de cabinets et urinoirs, mais pas de l'éclairage au gaz, considéré comme trop coûteux. Le bâtiment des voyageurs est agrandi au début du XXe siècle par adjonction d'une aile de sept mètres qui entraîne la suppression de la rampe d'accès côté Versailles. Une nouvelle extension est réalisée en 1920, avec la création au rez-de-chaussée d'un grand bureau d'enregistrement pour le service des messageries doté d'un monte-charge et d'une bascule. Par souci d'harmonie architecturale, ces adjonctions sont réalisées avec soin dans le style d'origine du bâtiment.
En 1903, une pétition signée par 1 806 personnes est adressée au maire de la commune pour réclamer la création d'une nouvelle station à mi-chemin des gares de Bécon-les-Bruyères et de Courbevoie. Le 17 juin 1904, le ministère des Travaux publics rejette cette demande ; toutefois, une halte est ouverte de 1936 à 1951 approximativement à l'emplacement souhaité, dans le cadre de la desserte du cynodrome, la halte de Courbevoie-Sport. Elle n'assure néanmoins que la desserte exclusive des compétitions.
Vers 1925, le pont de la rue de Bezons, devenu une entrave à la circulation routière, fait place à un ouvrage en béton. En 1966, c'est au tour du pont du boulevard de la Mission-Marchand d'être reconstruit dans le cadre des travaux du quartier de La Défense, menés par l'Établissement public pour l'aménagement de la région de la Défense (EPAD), avant d'être à nouveau modifié en 2008 lors du prolongement de la ligne 2 du tramway.
Le trafic montant quotidien atteint 391 voyageurs en 1841, puis 1 676 par jour en 1893, ce qui place la gare en seconde position après Versailles-Rive-Droite pour son trafic. Il atteint 4 081 voyageurs en 1938, 5 280 en 1973 et enfin 6 800 voyageurs par jour en 2003, ce qui en fait la cinquième gare la plus fréquentée de la ligne.
En 2016, selon les estimations de la SNCF, la fréquentation annuelle de la gare est de 3 653 169 voyageurs, après 3 715 200 voyageurs en 2015 et 3 712 718 voyageurs en 2014.

## Services voyageurs

### Accueil

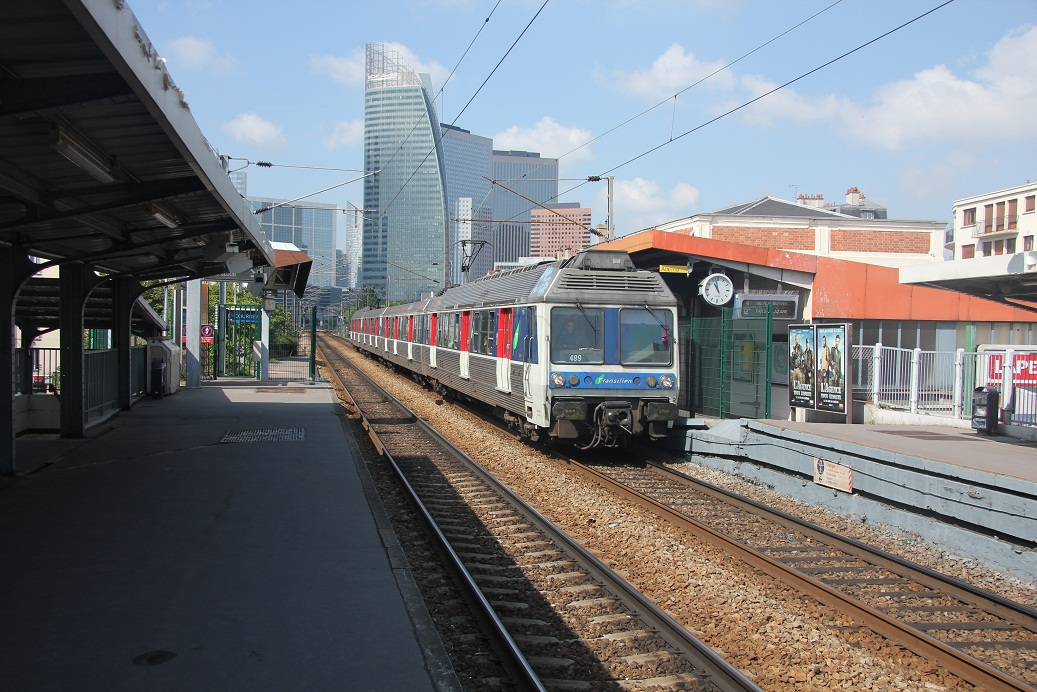
Une rame Z 6400 s’apprête à entrer en gare de Courbevoie en direction de Paris-Saint-Lazare.

En 2011, un guichet Transilien est ouvert tous les jours de 6 h 10 à 1 h 10. Il dispose de boucles magnétiques pour personnes malentendantes. La gare propose en outre la vente de billets grandes lignes du lundi au vendredi de 7 h 30 à 19 h 55, et le samedi de 9 h 30 à 13 h et de 14 h 20 à 18 h. Des automates Transilien et grandes lignes sont également disponibles.
La gare ne dispose d'aucun parc relais pour les véhicules.

### Desserte
La gare de Courbevoie est desservie par les trains du groupe II de la ligne L du Transilien, allant de Paris-Saint-Lazare à Saint-Cloud, Saint-Nom-la-Bretèche et Versailles-Rive-Droite. La fréquence est de :
- quatre trains par heure du lundi au samedi aux heures creuses, en direction/provenance de Saint-Cloud ;
- quatre trains par heure le dimanche aux heures creuses, en direction/provenance de Versailles-Rive-Droite ;
- quatre trains par heure aux heures de pointe, du lundi au vendredi, le matin en direction de Saint-Cloud et le soir en provenance de cette même gare ;
- huit trains par heure aux heures de pointe, du lundi au vendredi, le matin en direction de Paris-Saint-Lazare ;
- huit trains par heure aux heures de pointe, du lundi au vendredi, le soir en direction de Saint-Nom-la-Bretèche, en alternance avec un train allant jusqu'à Marly-le-Roi ;
- quatre trains par heure tous les jours en soirée, avec en alternance un train pour Versailles-Rive-Droite, un autre pour Saint-Nom-la-Bretèche, et réciproquement vers Paris-Saint-Lazare.

Pour la direction de La Verrière - Saint-Quentin-en-Yvelines, un changement de train est nécessaire en gare de la Défense en prenant un train de la ligne L en direction de Saint-Cloud, Versailles-Rive-Droite ou Saint-Nom-la-Bretèche.
Nouvelle desserte par le groupe II. Dans le cadre de la refonte de la desserte du groupe II, pour le service annuel 2016, dont la mise en application est prévue pour le 13 décembre 2015, les trains en direction de Saint-Nom-la-Bretèche desserviront la gare de Courbevoie au lieu de ceux pour Saint-Cloud, dans les deux sens de circulation (Paris - Saint-Nom et Saint-Nom - Paris), aux heures creuses comme aux heures de pointe.
Le temps de trajet est, selon les trains, de 9 à 12 minutes depuis la gare de Paris-Saint-Lazare.

### Intermodalité
La gare est desservie par les lignes 176 et 277 du réseau de bus RATP, et par le Curviabus, service urbain de Courbevoie exploité par la SAVAC.

## Galerie de photographies

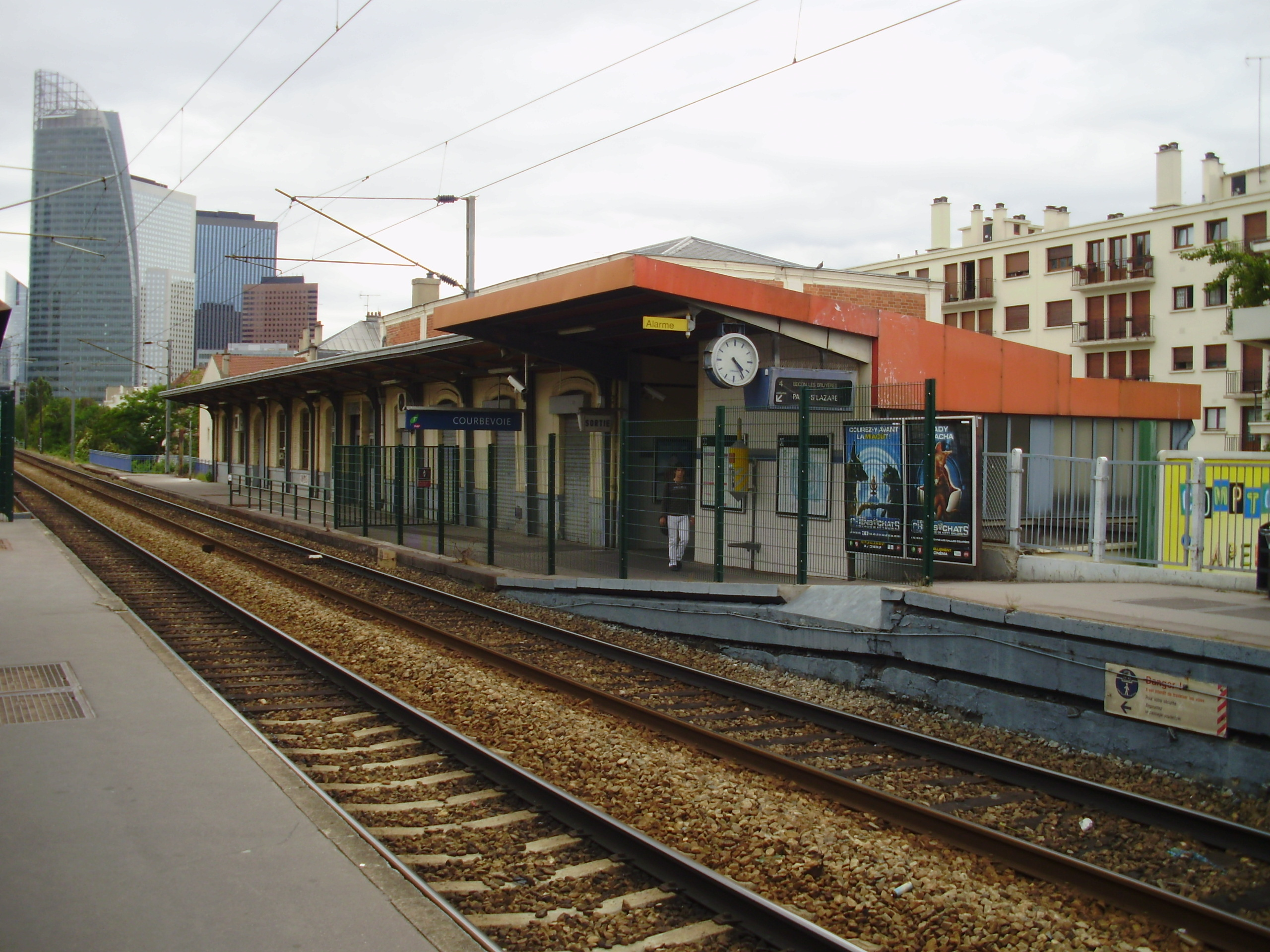
Bâtiment voyageurs vu depuis le quai pour La Défense.
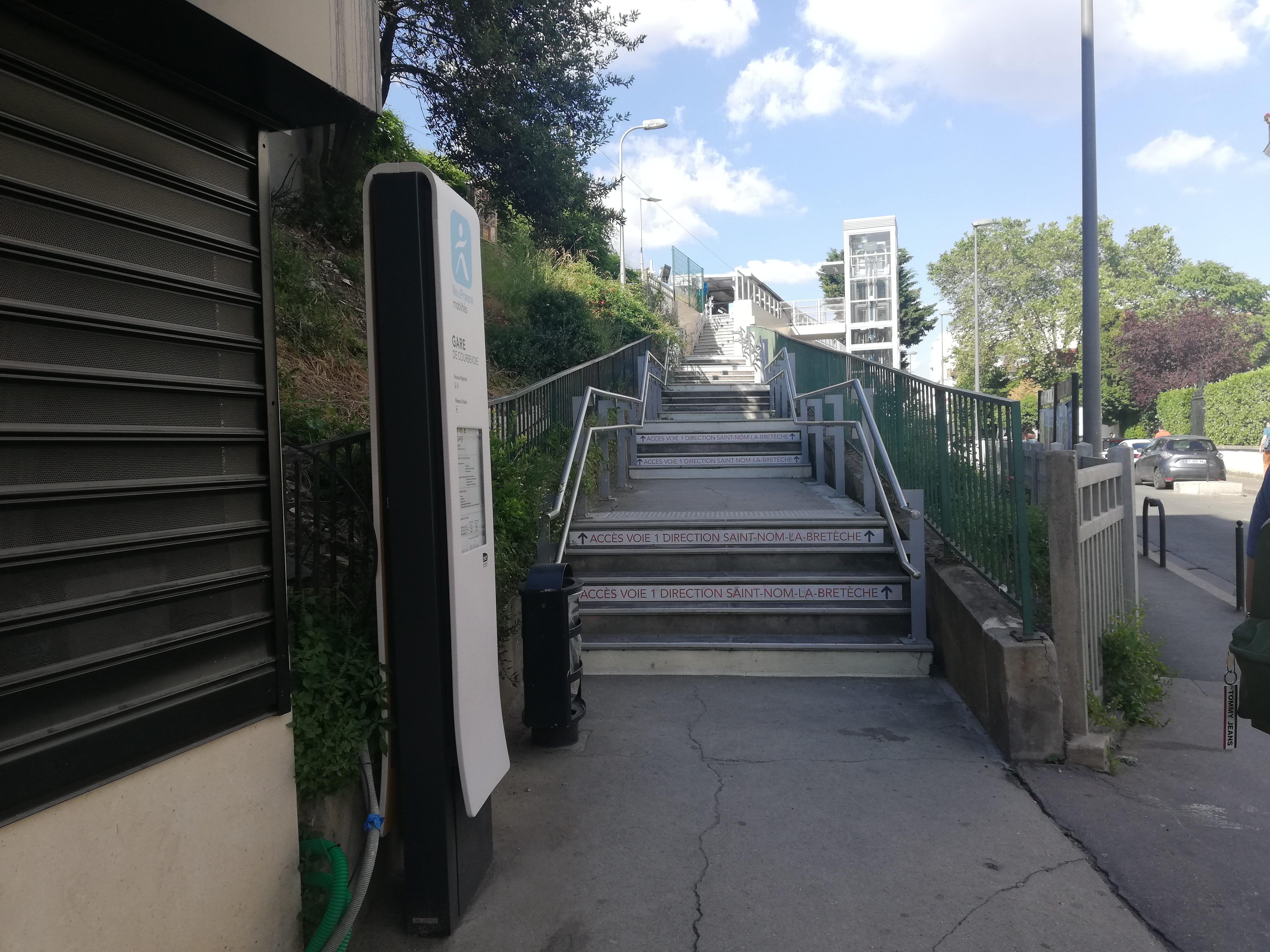
Rampe d'accès vers le quai pour La Défense.
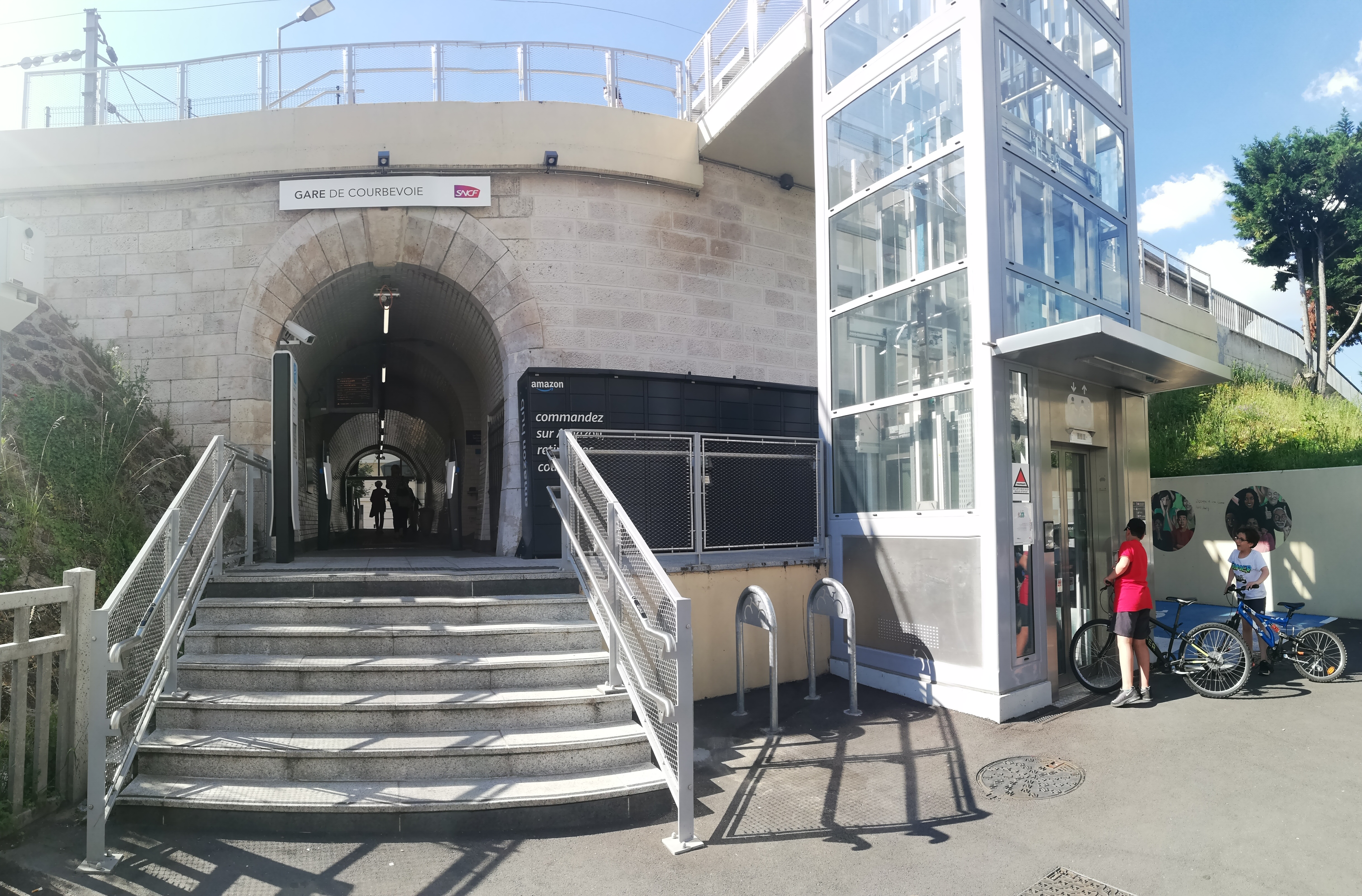
Accès secondaire au sud-est des voies.
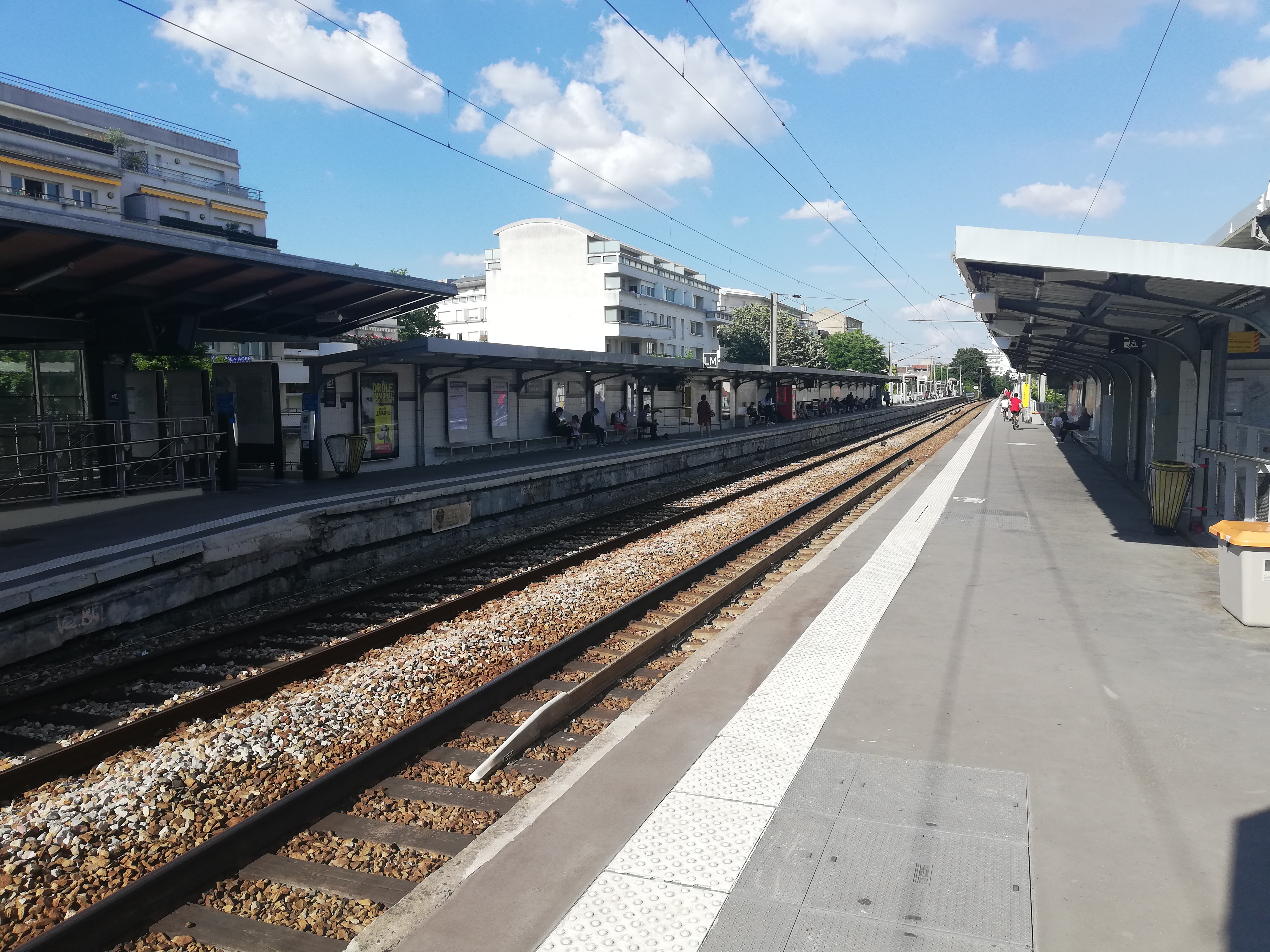
Vue vers Bécon-les-Bruyères et Paris-Saint-Lazare.